# Fontinalis heldreichii
Fontinalis heldreichii là một loài Rêu trong họ Fontinalaceae. Loài này được (R. Ruthe) Müll. Hal. ex Kindb. mô tả khoa học đầu tiên năm 1887.